# Революционная фебреристская партия
Революционная фебреристская (февралистская) партия (исп. Partido Revolucionario Febrerista, PRF) — левоцентристская политическая партия социал-демократического толка в Парагвае, основанная в 1936 году в ходе Февральского восстания ветеранами войны Чако, установившими прогрессивное правительство Рафаэля Франко. 

## История
Своё нынешнее название, отсылающее к событиям Февральского восстания, получила 11 декабря 1951 года на съезде, проходившем в Буэнос-Айресе (Аргентина), поскольку партия длительное время находилась на нелегальном положении. В период стронистской диктатуры Альфредо Стресснера из Партии «Колорадо» вела активную борьбу за переход к демократическому правлению.
Изначально придерживалась довольно радикальных левых взглядов, стояла на позициях демократического социализма (в 1979 году XI съезд провозглашал программу «Национального социализма»). В 1964 году смогла стать легальной оппозиционной партией, поскольку режим более не считал её опасной (на выборах в Учредительное собрание 1967 года получила лишь 3 места из 120). 
С 1973 по 1989 годы бойкотировала парламентские выборы, в 1979 году участвовала в создании оппозиционной коалиции демократических партий «Национальное согласие» (вместе с МОПОКО, Аутентичной радикально-либеральной и Христианско-демократической партией). К концу периода диктатуры в 1984—1986 годах организовала ряд массовых демонстраций протеста, в которых приняли участие другие оппозиционные организации. 
После свержения Стресснера в 1989 году выступала за полную демократизацию, участвовала в избирательных кампаниях. На выборах 1993 года входила в блок партии «Национальное согласие», занявший третье место. В 2008 году входила в победивший на выборах левоцентристский Патриотический альянс за перемены. 
На выборах 2013 года кандидат от коалиции февралистов, христианских демократов и ряда мелких партий «Вперёд, страна» телеведущий Марио Феррейро занял третье место, а в декабре 2015 года он был избран мэром столицы страны — Асунсьона.
Член Социалистического интернационала с 1978 года.
Председатель Революционной фебреристской партии (1975—1977) — Роке Гаона.  